# Zawadka (powiat bieszczadzki)
Zawadka – wieś w Polsce położona w województwie podkarpackim, w powiecie bieszczadzkim, w gminie Ustrzyki Dolne.
| SIMC    | Nazwa      | Rodzaj    |
| ------- | ---------- | --------- |
| 0358530 | Borsukowce | część wsi |

W latach 1975–1998 miejscowość należała administracyjnie do województwa krośnieńskiego.
Na początku XV w. należała do Mikołaja Czeszyka. Pierwsza wzmianka o wsi, położonej u podnóża pasma Chwaniów, pochodzi z roku 1508, Parafia łacińska od roku 1546 w Tyrawie Wołoskiej, własność szlachecka Jana Tyrawskiego z Mrzygłodu. W połowie XVII wieku zmienia właścicieli i są nimi Ossolińscy. Na przełomie XVII i XVIII wieku właścicielami są Urbańscy. W 2 połowie XVII wieku przejął jako właściciel Karol Krajewski herbu Jasieńczyk, po nim syn Marcin Tadeusz Krajewski, a następnie syn Leon, żonaty z Julią Balówną. W XIX w. właścicielami byli Bolesław i Wincenty Gałkowscy. W połowie XIX wieku właścicielem posiadłości tabularnej w Zawadce był Rudolf Karwosiecki. W XIX i XX w. Zawadka zmieniała właścicieli na Karwaszewskich, Lanerichów, Bytkowskich, Mickiewiczów, Sokołowiczów i Langsamów.
W II Rzeczypospolitej wieś w powiecie leskim województwa lwowskiego. W 1945 nacjonaliści ukraińscy z OUN-UPA zamordowali 10 Polaków.
W 1947 roku żołnierze z 1 Praski Pułku Piechoty zorganizowali zasadkę na Ukraińską Powstańczą Armię. W wyniku zasadki zginęło 3 żołnierzy UPA, w tym Jarosław Kociołek.
Wierni kościoła rzymskokatolickiego należą do parafii św. Barbary w Ropience.